# Sávoly
Sávoly es un pueblo ubicado en el distrito de Marcali, en el condado de Somogy, Hungría.

## Superficie
Posee una superficie de 26,84 kilómetros cuadrados.

## Demografía
Hasta 2019 la población era de 440 habitantes, con una densidad de población de 16,39 habitantes por kilómetro cuadrado.